# Eugenio Bernardini
Eugenio Bernardini war ein Politiker aus San Marino, der unter anderem zwei Mal (1952–53, 1956–57) Capitano Reggente war.

## Leben
Eugenio Bernardini wurde am 27. Februar 1949 für das Komitee der Freiheit CdL (Comitato della Libertà) erstmals Mitglied des Großen und Allgemeinen Rates (Consiglio Grande e Generale) und gehörte diesem in der 13., 14. und der 15. Legislaturperiode bis zum 13. September 1959 an, wobei er seit dem 16. September 1951 die Kommunistische Partei PCS (Partito Comunista Sammarinese) vertrat.
Bernardini war zudem gemeinsam mit Arnaldo Para vom 1. Oktober 1952 bis zum 1. April 1953 erstmals Capitano Reggente und damit einer der beiden kollegial amtierenden gleichberechtigten Staatsoberhäupter von San Marino. Am 10. März 1953 übernahm er im 9. Kabinett von Secondo Fiorini die Ämter als Wirtschaftsminister und Arbeitsminister (Deputato per l’Economia a il Lavoro) und bekleidete diese bis zum 16. September 1955.
Das Amt als Capitano Reggente bekleidete er mit Mariano Ceccoli zum zweiten Mal zwischen dem 1. Oktober 1956 und dem 1. April 1957. Nachdem Domenico Morganti aus dem Großen und Allgemeinen Rat ausgeschlossen wurde, da er der Vereidigung fern blieb, wurde Bernardini für die PCS am 16. März 1960 als dessen Nachrücker wieder Mitglied des Parlaments und gehörte diesem in der 16. Legislaturperiode bis zum 13. September 1964.

## Hintergrundliteratur
- Domenico Gasperoni: I Governi di San Marino. Storia e personaggi, AIEP Editore, Serravalle 2015, ISBN 978-88-6086-118-4